# Gymnostoma intermedium
Gymnostoma intermedium är en tvåhjärtbladig växtart som först beskrevs av Henri Louis Poisson, och fick sitt nu gällande namn av Lawrence Alexander Sidney Johnson. Gymnostoma intermedium ingår i släktet Gymnostoma och familjen Casuarinaceae. Inga underarter finns listade i Catalogue of Life.